# Dina Leijonhufvud
Helga Kristina (Dina) Leijonhufvud, född Malmros 12 november 1876 i Skurups församling, Malmöhus län, död 25 maj 1946 i Oscars församling, Stockholm, var en svensk friherrinna och rösträttsaktivist. Hon var gift med Erik Leijonhufvud.
Hon var verksam i kampanjen för införandet av kvinnlig rösträtt i Sverige och ordförande för Föreningen för kvinnans politiska rösträtt i Östersund 1908–1910. 